# Tipula (Lunatipula) acutipleura
Tipula (Lunatipula) acutipleura is een tweevleugelige uit de familie langpootmuggen (Tipulidae). De soort komt voor in het Nearctisch gebied.